# Nicholas Hämäläinen
Nicholas "Niko" Antero Hämäläinen, född 5 mars 1997 i West Palm Beach, Florida, är en amerikafinländsk fotbollsspelare. Han representerar även Finlands landslag.
Hämäläinen föddes i USA till en finländsk far och en amerikansk mor. Hans far är före detta fotbollsspelaren Timo Hämäläinen som spelade i Mästerskapsserien under 1970–1980-talet.

## Klubbkarriär
Den 6 augusti 2021 lånades Hämäläinen ut av Queens Park Rangers till Los Angeles Galaxy på ett låneavtal över resten av året. I april 2022 lånades han ut till brasilianska Botafogo. Den 31 januari 2023 lånades Hämäläinen ut till belgiska RWDM47 på ett låneavtal över resten av säsongen.
Den 24 juli 2023 skrev Hämäläinen på ett halvårskontrakt med HJK Helsingfors.

## Landslagskarriär
Hämäläinen debuterade i A-landslaget i januari 2019 mot Estland. Hämäläinen valdes till Finlands EM-trupp 2021 efter Sauli Väisänen skadade sig.